# Dompropstei Halberstadt

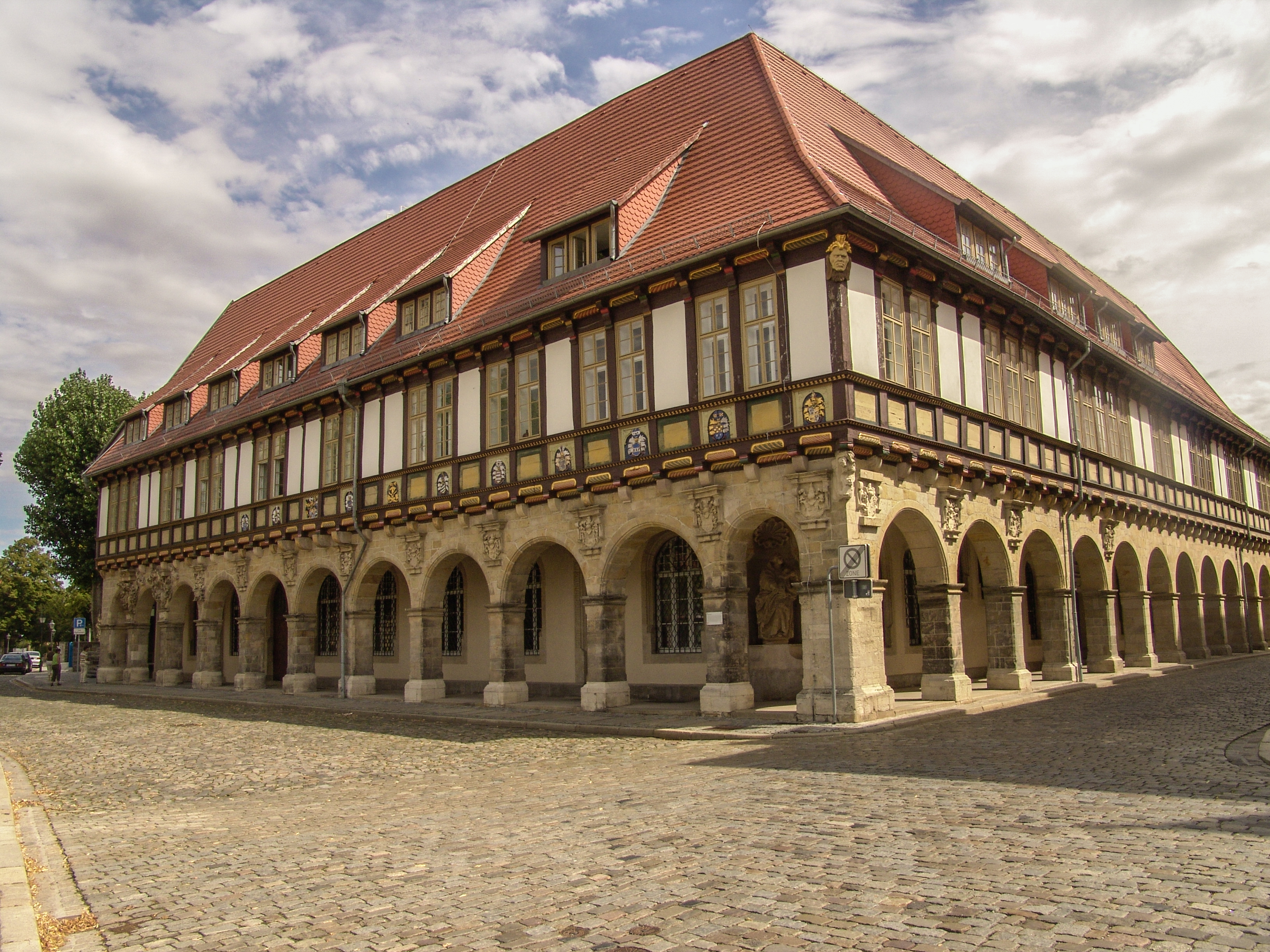
Dompropstei Halberstadt

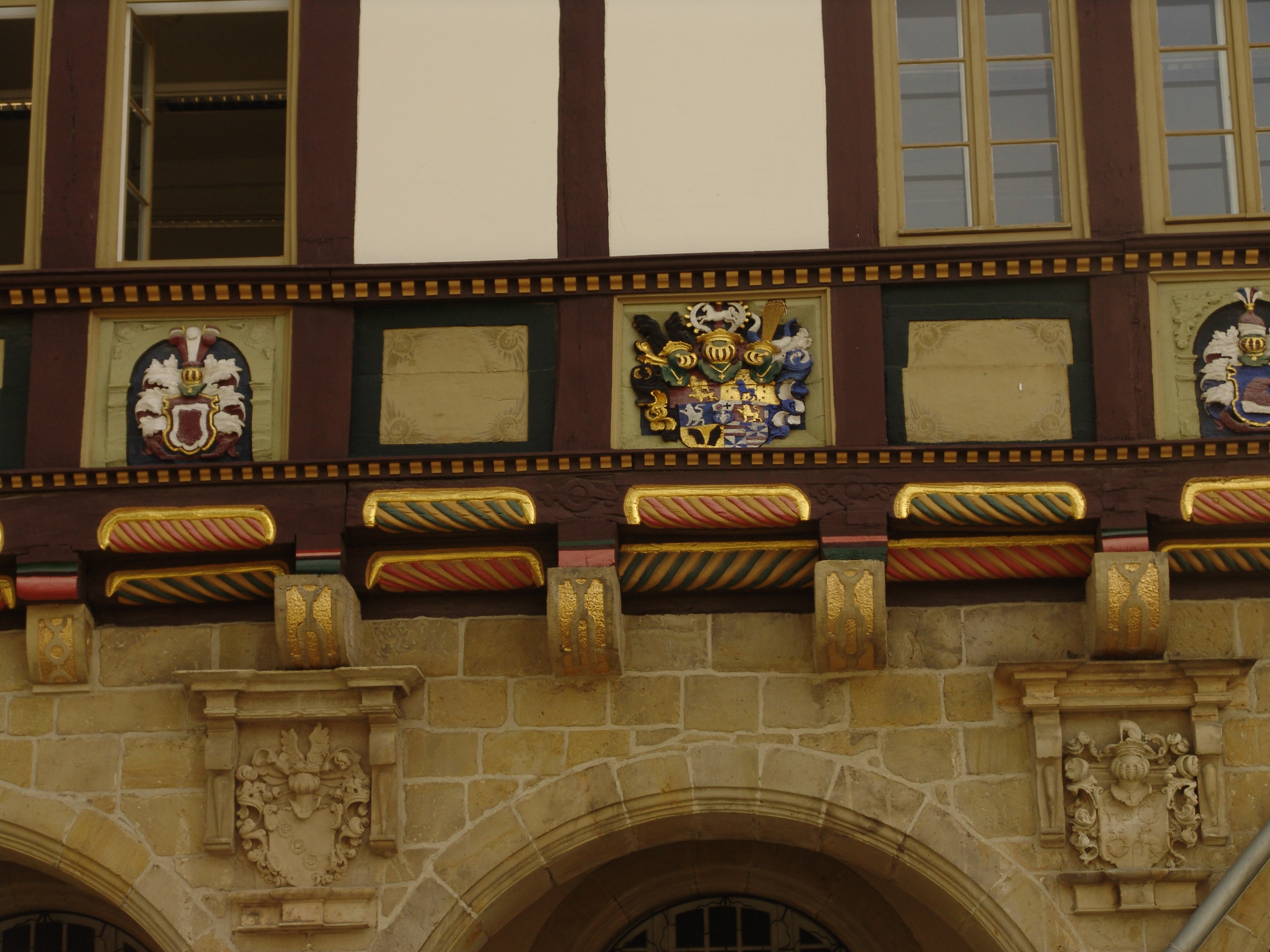
Wappen

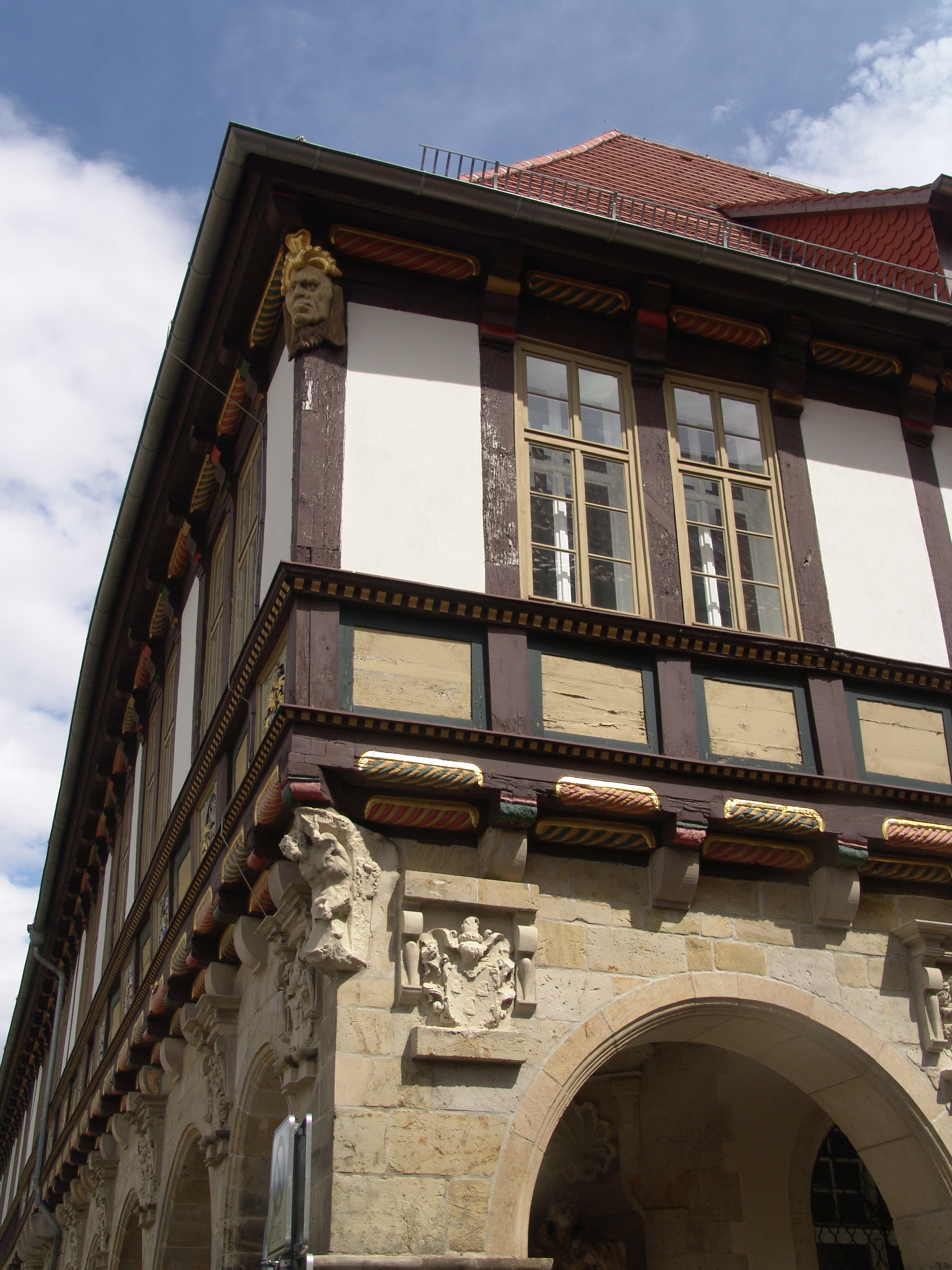
Ecke am Domplatz

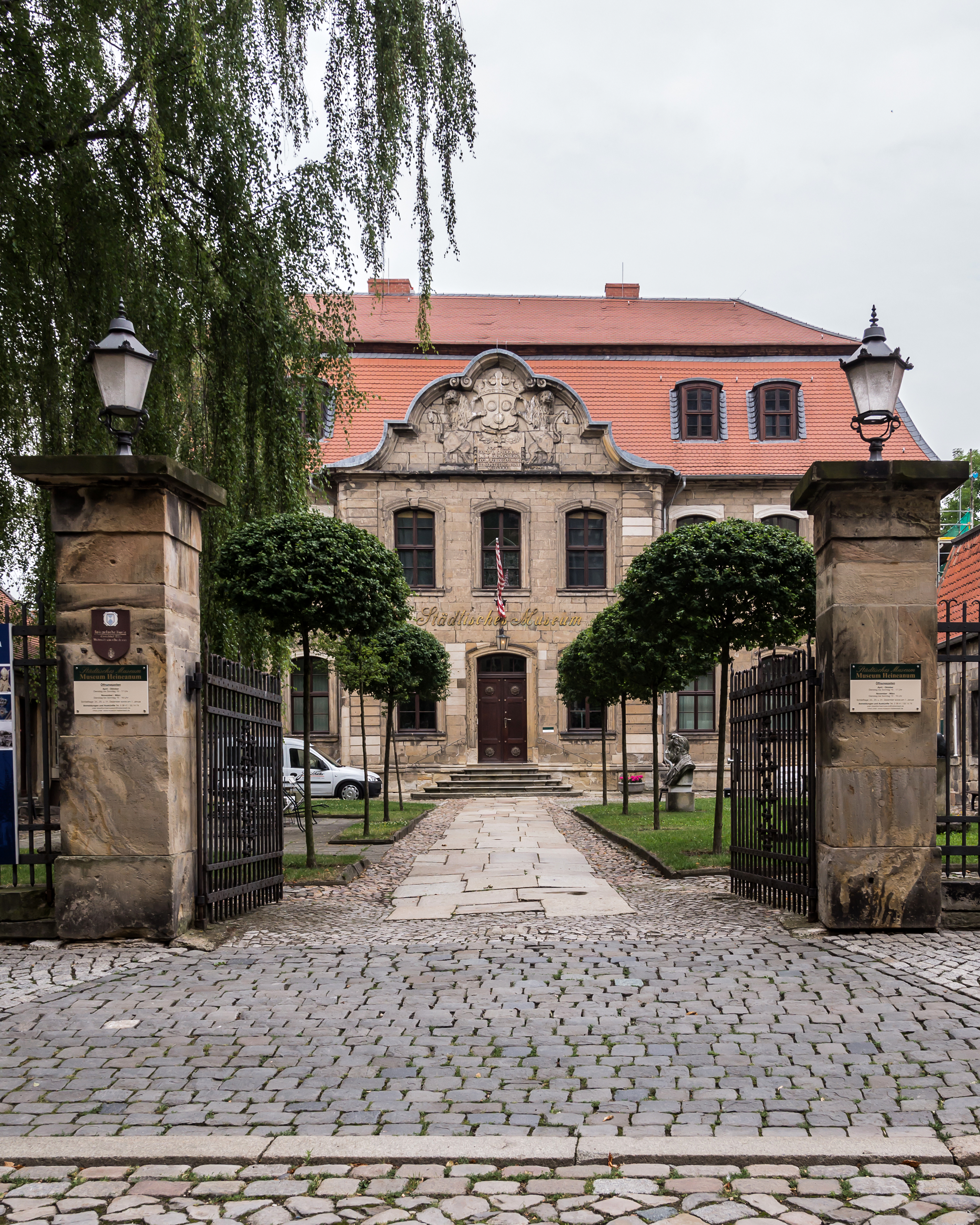
Spiegelsche Kurie (Domplatz 36)

Die ehemalige Dompropstei ist ein Fachwerkgebäude mit massivem Erdgeschoss mit der Adresse Domplatz 14 (Karte) in Halberstadt in Sachsen-Anhalt. Sie prägt das Bild des Domplatzes und wird heute von der Hochschule Harz genutzt.

## Geschichte und Architektur
Das südwestlich des Halberstädter Doms gelegene Bauwerk wurde in den Jahren 1591–1611 unter Bischof Heinrich Julius als Sitz der bischöflichen Verwaltung erbaut. Der Hof wurde bereits 1156 erstmals erwähnt. Nach Aufhebung des Bistums im Jahre 1648 wurde das Bauwerk als Verwaltungssitz des Fürstentums Halberstadt genutzt. In den Jahren 1901–1904 erfolgte eine umfangreiche Erneuerung durch den damaligen Stadtbaurat Ernst Schmidt. Beim Luftangriff auf Halberstadt am 8. April 1945 erlitt das Bauwerk schwere Schäden. Unter anderem wurden die Wandgemälde von G. Barlösius mit Szenen aus der Stadtgeschichte im Sitzungssaal vernichtet. Das Bauwerk konnte jedoch in den Jahren 1949–1961 wiederhergestellt werden. Von 1945 bis 1994 diente das Bauwerk als Rathaus und Standesamt von Halberstadt. Äußerlich wurde das Bauwerk um das Jahr 2000 restauriert.
Das Bauwerk ist eine zweiflügelige, zweigeschossige Anlage, deren Seitenflügel ursprünglich bis zur Schmiedestraße reichte. Über den steinernen Arkaden und dem massiven Erdgeschoss ist ein stark auskragendes Fachwerkoberstockwerk erbaut, nach dem Hof hin waren ursprünglich hölzerne Bogenstellungen angeordnet.
Das Bauwerk ist mit reichen Wappenreliefs der Domherren geschmückt; an der Brüstung des Fachwerkobergeschosses sind geschnitzte Wappen angebracht, die einst zum nicht mehr vorhandenen Domkeller südlich des Doms gehörten. An der Ecke zum Domplatz findet sich eine geschnitzte Konsolfigur, die mit Bartolomäus Truteborn 1611 und Heinrich Heuer datiert und signiert ist. Unter der Arkade ist in einer Muschelnische eine Steinskulptur des Dompatrons Stephanus angebracht. Diese Skulptur wurde am 28. Dezember 2009 durch Vandalismus schwer beschädigt. Zur Straße Unter den Zwicken findet sich ein Doppelportal mit Stabwerk in flacher Pilasterrahmung. Die Halle im Erdgeschoss ist durch ein Sterngewölbe über Säulen und Blattkonsolen abgeschlossen. Der Treppenaufgang ist mit einer durchbrochenen steinernen Brüstung aus den Jahren 1901–1904 versehen.

## Umgebung
In unmittelbarer Umgebung des Bauwerks finden sich neben Dom und Liebfrauenkirche mehrere Kurien und Domherrenhöfe, die teils seit dem 12. Jahrhundert nachweisbar sind und heute zumeist als Museen oder öffentliche Gebäude genutzt werden. Als Baudenkmal interessant sind vor allem der Petershof (Karte) sowie die an der Nordseite gelegenen Bauwerke Domplatz 34 (Karte) und Domplatz 36 (die sogenannte Spiegelsche Kurie, Karte), das erheblich schlichtere Gleimhaus Domplatz 31 (Karte) und die zum Liebfrauenstift gehörigen Kuriengebäude Domplatz 3 und Domplatz 4, beide auf der Südseite gegenüber der Liebfrauenkirche.
Die Spiegelsche Kurie wird seit 1905 als Städtisches Museum genutzt und ist ein aufwendiger massiver Sandsteinbau mit Mansarddach aus dem Jahr 1782, der vermutlich vom Landbaumeister Johann Christian Huth erbaut wurde. Über dem dreiachsigen Mittelrisalit ist ein Schweifgiebel mit dem Spiegelschen Wappen im Giebelfeld angeordnet. Durch eingeschossige Seitenbauten wird zum Domplatz hin ein kleiner Ehrenhof gebildet, das rechte dieser Bauwerke beherbergt das Naturkundemuseum, auch Museum Heineanum genannt.
Die benachbarte Kurie Domplatz 34, die ehemalige Domdechanei, wurde 1754 in der Art kleiner ländlicher Schlossbauten errichtet und 1914/1915 in den ursprünglichen Formen neu erbaut; sie wird heute als Firmensitz verwendet.